# Frette (araldica)
In araldica il termine frette (parola francese) indica una particolare figura costituita da un filetto posto a rombo ed intrecciato con altri due filetti posti l'uno in banda e l'altro in sbarra. Questa figura è molto rappresentata nell'araldica inglese.
Nell'araldica francese è possibile trovare anche una variante costituita dai soli quattro filetti scorciati che si incontrano a forma di rombo.

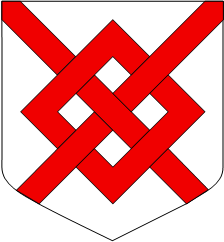
D'argento, alla frette di rosso
Nel 2° e 3° di rosso, alla frette d'oro (Conte Spencer)
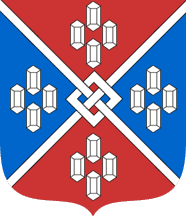
Inquartato in decusse alla frette attraversante (Koceljeva, Serbia)
Di rosso, alla fascia d'oro, caricata di due frette affiancate del campo (stemma di Tjöck, Finlandia, in uso fino al 1972)
Partito d'oro e di rosso, alla frette dell'uno all'altro.
D'azzurro, alla frette interzata in palo di verde, argento e di rosso.
Interzato in palo di verde, azzurro e di rosso; alla frette d'azzurro